# Linda Vista, Soledad Atzompa
Linda Vista är en ort i Mexiko.   Den ligger i kommunen Soledad Atzompa och delstaten Veracruz, i den sydöstra delen av landet, 220 km öster om huvudstaden Mexico City. Linda Vista ligger 2 529 meter över havet och antalet invånare är 218.
Terrängen runt Linda Vista är bergig åt nordväst, men åt sydost är den kuperad. Runt Linda Vista är det ganska tätbefolkat, med 120 invånare per kvadratkilometer. Närmaste större samhälle är Orizaba, 18,6 km nordost om Linda Vista. I omgivningarna runt Linda Vista växer i huvudsak blandskog.